# 福爾克里克鎮區 (伊利諾伊州亞當斯縣)
福爾克里克鎮區（英語：Fall Creek Township）是位於美國伊利諾伊州亞當斯縣的一個行政鎮區。

## 地方資料
根據2010年美國人口普查的數據，福爾克里克鎮區的面積為100.60平方千米，當中陸地面積為94.40平方千米，而水域面積為6.20平方千米。當地共有人口2819人，而人口密度為每平方千米28人。